# Emily Greene Balch

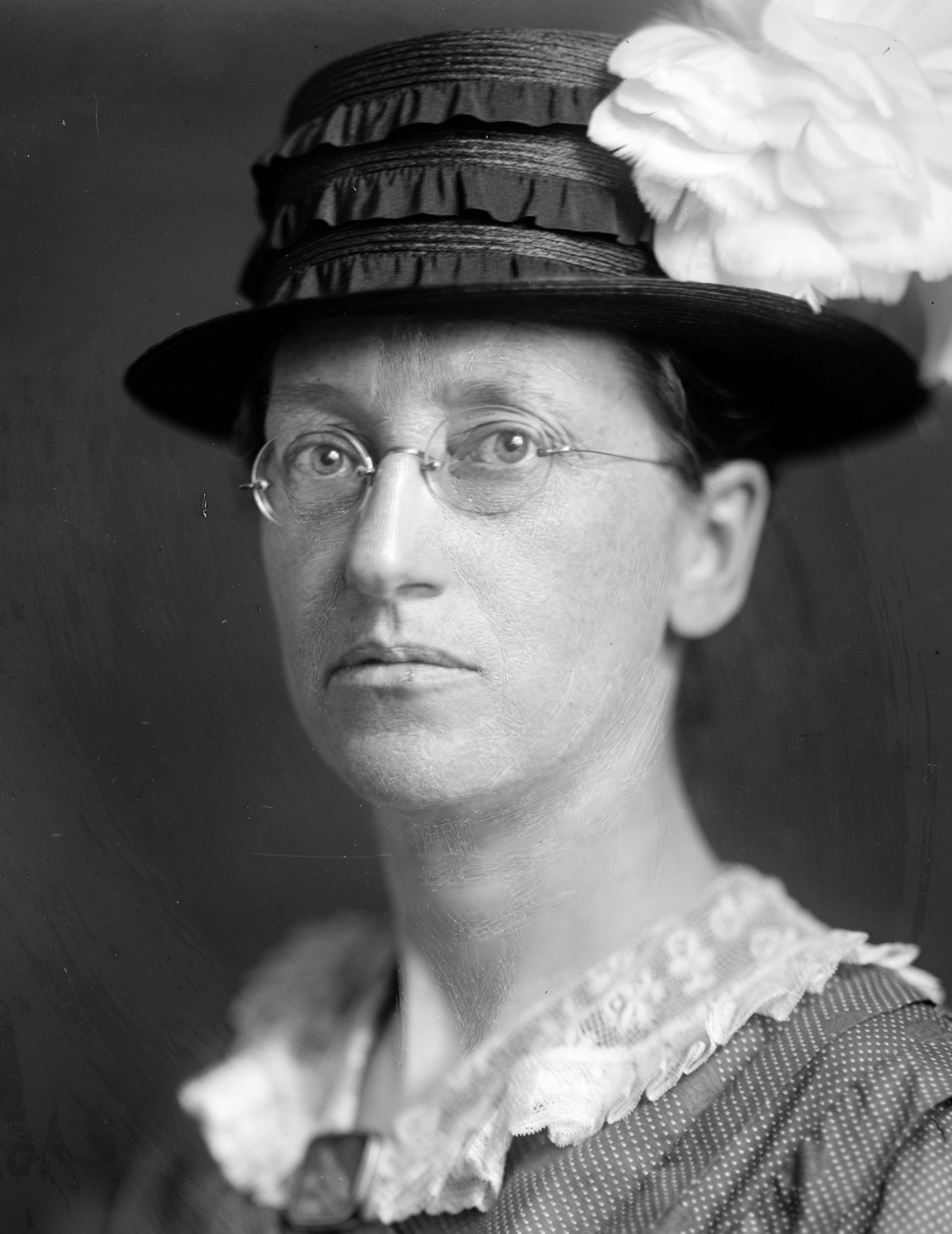
Emily Greene Balch,
Harris & Ewing photo studio

Emily Greene Balch (* 8. Januar 1867 in Jamaica Plain, Boston, Massachusetts; † 9. Januar 1961 in Cambridge) war eine US-amerikanische Nationalökonomin, Pazifistin und Friedensnobelpreisträgerin.

## Leben und Werk

### Frühe Jahre und Ausbildung
Emily war das zweite von acht Kindern eines angesehenen Rechtsanwaltes und einer Lehrerin. Sie studierte von 1886 am Bryn Mawr College Griechische und Römische Literatur und erhielt für ihren ausgezeichneten Abschluss ein Stipendium, um in Europa weiter studieren zu können. Dort ging sie erst von 1890 bis 1891 nach Paris an die Sorbonne und studierte Volkswirtschaft, während dieser Zeit legte sie eine Studie zum Thema Öffentliche Hilfe für die Armen in Frankreich an. In der Folge kehrte sie in die USA zurück und studierte 1893 für ein Semester Ethik an der Harvard University und 1895 Soziologie und Volkswissenschaften an der Universität in Chicago, anschließend bis 1896 in Berlin, dort unter anderen bei Georg Simmel. In Berlin nahm sie außerdem an einem Treffen der Sozialistischen Internationale teil.

### Wissenschaftliche Laufbahn und soziales Engagement
Nach ihrer Rückkehr in die Vereinigten Staaten im Jahr 1896 wurde sie Referentin für Wirtschaftswissenschaften am Wellesley College. Ab 1913 wurde sie Professorin für Politische Ökonomie, Politik- und Sozialwissenschaften. Als Forscherin in diesen Fächern spezialisierte sie sich auf die Probleme der starken Immigration in den Vereinigten Staaten. Ihr Hauptwerk Our Slavic Citizens (1910) setzte sich mit der Situation von Immigranten aus Süd- und Osteuropa auseinander.
Neben ihrer Tätigkeit engagierte sie sich sehr stark in der Settlement-Bewegung, die die Bildung von gemeinnützigen und sozialen Einrichtungen förderte. 1892 gründete sie mit Helen Cheever, Vida Scudder, Helena Dudley das Denison House, wo sie im Sinne der Settlement-Bewegung Nachbarn und Bedürftigen Unterricht und Unterstützung anboten. Von 1897 bis 1898 war sie im Magistrat der Stadt Boston und engagierte sich hier vor allem für die Betreuung von Kindern und die sozialen Probleme der Frauen sowie der Einwanderer. Im Rahmen ihrer Forschungsarbeit lebte sie bis 1910 einige Zeit in den Elendsquartieren der slawischen Einwanderer mehrerer amerikanischer Großstädte und reiste auch nach Osteuropa, um die dortige Lebensweise kennenzulernen. Von 1913 bis 1914 war sie in einer Staatskommission für Einwanderung und von 1914 bis 1917 im Komitee für Stadtplanung von Boston.
Ab 1915 war Emily Balch vermehrt in der Friedensbewegung tätig. Sie sprach sich vehement gegen den Eintritt der USA in den Ersten Weltkrieg aus und verlor demzufolge ihren Lehrstuhl an der Universität. Nach dem Ersten Weltkrieg wurde sie von 1918 bis 1922 Sekretärin und Schatzmeisterin der Internationalen Frauenliga für Frieden und Freiheit in Genf. Sie war bereits bei deren Gründung auf dem Internationalen Frauenfriedenskongress 1915 in Den Haag anwesend und sprach vor Kriegsende bei den Regierungen Russlands und Skandinaviens vor, um den Krieg zu beenden. 1922 legte sie ihren Posten aus gesundheitlichen Gründen nieder und arbeitete nur noch ehrenamtlich für die Organisation, 1937 wurde sie als Nachfolgerin von Jane Addams zur Internationalen Ehrenpräsidentin gewählt.
Im Jahre 1926 untersuchte sie die sozialen Verhältnisse auf Haiti und legte im Folgejahr der amerikanischen Regierung nahe, ihre dortigen Truppen abzuziehen und das Land in die Eigenverantwortung der einheimischen Bevölkerung zu geben. 1931 wurde Emily Greene Balch Vorsitzende der amerikanischen Sektion der Frauenliga und 1934 kehrte sie auf ihren Posten in Genf zurück, da sie finanzielle Probleme hatte.
Während der Zeit des Nationalsozialismus in Deutschland und des Zweiten Weltkrieges ging sie zurück in die USA und engagierte sie sich im Kampf gegen den Nationalsozialismus. Sie setzte sich außerdem vor allem für die europäischen Flüchtlinge und Asylsuchenden ein. Mit dem Angriff auf Pearl Harbor 1941 änderte sie ihre Meinung zum Krieg und zur Neutralität der USA und forderte den Eintritt des Staates in den Zweiten Weltkrieg. Nach den Atombombenabwürfen auf Hiroshima und Nagasaki sprach sie sich gegen eine atomare Aufrüstung aus und wollte eine Friedenspartei der Frauen gründen. 1946 wurde ihr „für ihren Mut, ihre Klarsicht und ihren Einsatz für die Menschen, unabhängig von Rasse, Religion, Klasse, Geschlecht und Nationalität“ der Friedensnobelpreis verliehen.